# Marta Kieć-Świerczyńska
Marta Agata Kieć-Świerczyńska – polska dermatolog, profesor nauk medycznych.

## Życiorys
W 1967 r. ukończyła studia medyczne na Akademii Medycznej w Łodzi, w 1978 r. obroniła pracę doktorską, w 1994 r. habilitowała się na podstawie pracy zatytułowanej Wpływ cementu, odpadowych popiołów lotnych i azbestocementu na powstawanie chorób zawodowych skóry oraz alergii na metale. W 1999 r. uzyskała tytuł profesora nauk medycznych.
Została pracownikiem naukowym w Instytucie Medycyny Pracy im. prof. dr. med. Jerzego Nofera i w Wyższej Szkole Kosmetyki i Nauk o Zdrowiu w Łodzi. 